# クリャ (ポロヴェツ族)
クリャ（ロシア語: Куря、生没年不詳）は11世紀末のポロヴェツ族の長（ハーン）である。
1096年、オレグらスヴャトスラフの子たちの引き起こした、ルーシ諸公の内戦の過程において、オレグ陣営に加担したクリャはトゥゴルカンと共にペレヤスラヴリ公国領を襲撃した。同年5月24日、クリャはウスチエを襲撃したことがルーシの年代記（レートピシ）に記されている。ただしクリャに関する史料は他にない。トゥゴルカンは7月19日のトルベジュ川の戦いで戦死したことが記されているが、クリャがこの戦いに参戦したかどうかは不明である。